# Chlorissa mali
Chlorissa mali là một loài bướm đêm trong họ Geometridae.